# عبیدالله‌خان ازبک
عبیدالله‌خان ازبک چهارمین حاکم شیبانی (زادهٔ ۱۴۸۷ م - درگذشتهٔ ۱۵۳۹ م) برادرزادهٔ شیبک‌خان مقتول بود. او بارها به خراسان یورش برد و مشهد را تسخیر کرد.
آثار غیرت‌نامه و شوق‌نامه از عبیدالله خان بر جا مانده است. او به فارسی شعر می‌سرود و عبیدی تخلص می‌کرد.

## مرد نخست خانات
اگرچه پس از مرگ شیبانی‌خان، کوچ‌کونجی‌خان (۱۵۱۰-۱۵۳۰) در جایگاه فرمان‌روای شیبانی نشست، ولی عبیدالله‌خان راهبردهای بنیادین دولت را تعیین می‌کرد.
پس از مرگ کوچ‌کونجی‌خان (فرمان‌روایی در ۳۰-۱۵۱۰) که عموی شیبانی‌خان بود، پسرش ابوسعیدخان (۱۵۳۰-۱۵۳۳) خیلی کوتاه فرمان‌روایی کرد و پس از او در سال ۱۵۳۳، عبیدالله‌خان رئیس رسمی این فرمان‌روایی شد.
امور خانات برپایهٔ آیین باستانی پس از کوچکونجی باید به ارشدترین سلطان که کوچوم‌سلطان بود واگذار می‌شد. ولی کوچوم و دو تن از وارث‌هایش یعنی سویونجیک و جان‌بیک پیش از کوچکونجی درگذشتند. و این‌گونه تخت پادشاهی پس از کوچکونجی به پسر کوچوم یعنی ابوسعید رسید. و زمانی که ابوسعید تاج‌وتخت خانات را تهی کرد، عبیدالله‌خان جای او را گرفت.
او گرچه تا پایان پادشاهی خان‌های یادشده سرپرست همهٔ کارهای شیبانیان بود و اگر نام خان را هم به خود می‌گرفت، از روی وجدان هیچ‌کس رویاروی او نمی‌ایستاد، ولی به پیروی از آیین باستانی، خانات را به کسی که کهن‌سال تر بود می‌سپرد.
این امر ادامه داشت تا اینکه پس از ابوسعیدخان کسی بزرگ‌تر از عبیدالله‌خان نماند. بر تخت خان نشست و بوی جهان را با گل ختمی از دادگری و مهربانی تازه کرد. — میرزا محمد حیدر «تاریح رشیدی» 

## تاخت‌وتاز به شمال‌خاوری ایران
۹۳۰ (قمری) ←  عبیدالله خان هرات را محاصره کرد ولی فرجامش شکست و گریز او بود.
۹۳۴ (قمری) ←  عبیدالله خان به هرات تاخت ولی فرجامش شکست و گریز او بود.
۹۳۵ (قمری) ←  عبیدالله‌خان با شاه‌تهماسب جنگید ولی فرجامش شکست، زخمی شدن و گریز او بود. (نبرد جام)
۹۳۵ (قمری) ← عبیدالله خان به مشهد تاخت و این شهر را گشود.
۹۳۶ (قمری) ← عبیدالله‌خان را شاه تهماسب از مشهد راند.
۹۳۷ (قمری) ← عبیدالله خان دوباره مشهد را گرفت. ولی این چیرگی نیز دیر نپایید و به گریز او انجامید.
۹۳۸ (قمری) ← عبیدالله خان دوباره مشهد را در سال ۹۳۸ گرفت ولی باز از شاه تهماسب شکست خورد.
۹۴۲ (قمری) ← عبیدالله خان دوباره به خراسان تاخت ولی در سال ۹۴۳ (قمری) از شاه تهماسب شکست خورد.